# 佐々木勘之丞
佐々木 勘之丞（ささき かんのじょう、1894年（明治27年）12月15日 - 1957年（昭和32年）3月23日）は、大日本帝国陸軍軍人。最終階級は陸軍少将。兵科は歩兵科。

## 経歴
1894年（明治27年）に青森県で生まれた。陸軍士官学校第28期卒業。1941年（昭和16年）3月1日に陸軍大佐に進級し、7月5日に歩兵第216連隊長（第11軍・第34師団・第34歩兵団）に就任して日中戦争に出動。浙贛作戦では東進基幹兵団として進出し、横峰で第13軍と連携した。
1944年（昭和19年）3月に参謀本部附となり、1945年（昭和20年）4月7日に陸軍中野学校生徒隊長に就任した。同年6月10日に陸軍少将に進級し、終戦後は憲兵司令部附を経て、8月27日に東部憲兵隊浦和地区憲兵隊長に就任した。
1947年（昭和22年）11月28日、公職追放仮指定を受けた。